# Белов, Виктор Петрович
Ви́ктор Петро́вич Бело́в (23 января 1925, Москва, РСФСР, СССР — 29 сентября 2001, Москва, Россия) — советский футболист. Защитник. Мастер спорта СССР (1954).

## Карьера

### Игрок
Воспитанник юношеской команды «Снайпер» Москва. За свою карьеру выступал в советских командах МВО (Москва), ЦДКА, «Спартак» (Москва), «Спартак» (Калинин), «Торпедо» (Горький) и за команду города Воронежа.

### Тренер
После завершения игровой карьеры был главным тренером советских команд «Металлург» (Нижний Тагил), «Труд» (Воронеж), «Локомотив» (Челябинск), «Дружба» (Майкоп), «Металлург» (Липецк), «Спартак» (Орджоникидзе), «Сокол» (Саратов), «Знамя Труда» (Орехово-Зуево), Сборной Московской области и «Родина» (Химки).

## Достижения
- Финалист Кубка РСФСР: 1980